# Oedura castelnaui
Espèce
Synonymes
- Phyllodactylus castelnaui Thominot, 1889
- Oedura mayeri Garman, 1901

Oedura castelnaui est une espèce de gecko de la famille des Diplodactylidae.

## Répartition
Cette espèce est endémique de la péninsule du cap York au Queensland. 

## Description
C'est un gecko insectivore, assez fin d'aspect, mais avec une queue large et bombée. La couleur de base est le gris, avec des bandes transversales incurvées vers l'arrière. Ces bandes sont noires et jaune pâle. Il est à noter que les juvéniles ont des couleurs plus contrastées, avec une base plus sombre et des bandes très marquées presque rouges.

## Paramètres climatiques
Durant l'été les températures moyennes vont de 25 à 28 °C la journée, avec des maxima proches de 32 °C. La nuit elles chutent entre 20 et 25 °C. L'hygrométrie dépasse les 80 % avec des pointes à 90 %. Durant l'hiver, les températures chutent vers 20-25 °C le jour et 16-20 °C la nuit. L'hygrométrie chute aux alentours de 60-70 %.

## Comportement
C'est un gecko calme, qui se cache durant le jour bien qu'il lui arrive parfois de sortir ponctuellement.

## Reproduction
Les caractères sexuels apparaissent à partir de six mois, mais ces geckos sont matures à partir d'un an. Les reproductions avant un an et demi sont rares dans la nature, ce qui est préférable car les femelles n'atteignent leur plein développement qu'à partir de cet âge.
La reproduction commence au retour des températures élevées. Durant la période de gestation et de ponte, les femelles ont des besoins accrus en calcium.
Les pontes consistent en séries de deux œufs, et les femelles peuvent pondre jusqu'à six fois. Les œufs incubent entre 26 et 28 °C à une hygrométrie de 70-80 % durant un peu plus de trois mois.

## Les petits
Les petits commencent à s'alimenter que quelques jours après la naissance, en général au moment de leur première mue.

## En captivité
Cette espèce se rencontre assez régulièrement en terrariophilie et est considérée comme relativement accessible, malgré des conditions climatiques contraignantes à respecter.
Comme tous les geckos vivant en milieu humide, ces animaux sont sensibles à la déshydratation. Elle peut être source de  problèmes de mues ou d'autres complications. Durant la croissance, ces geckos sont également sensibles aux carences alimentaires, qui peuvent entrainer des retards de croissance.

## Étymologie
Cette espèce est nommée en l'honneur de Francis de Laporte de Castelnau.

## Publication originale
- Thominot, 1889 : Observations sur quelques reptiles et batraciens de la collection du Muséum d'Histoire Naturelle de Paris. Bulletin de la Société Philomathique de Paris, ser. 8, vol. 1, p. 21-30 (texte intégral).